# JMF
Java Media Framework ou JMF é um conjunto de extensões da Java API que habilita a utilização de áudio, vídeo e outros tipos de mídia em aplicativos desenvolvidos com a tecnologia Java.
Este pacote se integra ao Java 2 Platform Standard Edition (J2SE) e permite a interação entre mídia e o sistema Java.